# Bezisten de Štip
Le Bezisten (en macédonien Безистен) est un marché couvert de Štip, ville de l'est de la Macédoine du Nord. Il se trouve au centre de la ville, tout près de la place centrale. C'est l'un des rares bezisten encore existants en Macédoine du Nord. Il abrite aujourd'hui une galerie d'art.
Sa date de construction est inconnue, mais son aspect architectural permet de le dater du XVIe ou du XVIIe siècle. De plan rectangulaire, il a deux entrées, l'une à l'est, l'autre à l'ouest, et l'intérieur est divisé en trois espaces par des piliers supportant des arcs. Chaque espace est surmonté d'une coupole. Il a d'abord servi au commerce du tissu et de produits de luxe, puis il a été incendié lors de la Guerre austro-turque et a été transformé en prison à la fin du XVIIIe siècle. Au début du XIXe siècle, il est réaménagé afin de servir d'entrepôt et de magasin.